# Ischyronota spaethi
Ischyronota spaethi — жук подсемейства щитовок из семейства листоедов.

## Распространение
Встречается в Казахстане, России и Астрахани.

## Подвиды
- Ischyronota spaethi deserticola Spaeth and Reitter, 1926
- Ischyronota spaethi spaethi (Reitter, 1889)